# العلاج بتبديل البروتين
العلاج بتبديل البروتين هو علاج طبي يتم فيه تزويد أو استبدال بروتين في المرضى الذين يكون عندهم هذا البروتين امحدد ناقصًا أو غائبًا. كان هناك تقدم كبير في هذا العلاج. يتم عمل اختبار PRT في التجارب السريرية مع مرضي الشيخوخة المبكرة وانحلال البشرة الفقاعي الحثلي كعلاج محتمل. بالنسبة للمرضى الذين يعانون من انحلال البشرة الفقاعي الحثلي، كانت هناك نتائج واعدة.